# Егијертово
Егијертово је село у северној Пољској. Ту живи 600 становника. Налази се на 244 метра надморске висине.